# Davide Martinelli
Davide Martinelli (Brescia, 31 maggio 1993) è un ex ciclista su strada italiano. Passista, cronoman e velocista, è stato professionista dal 2016 al 2023. È figlio di Giuseppe Martinelli, ex ciclista poi direttore sportivo dell'Astana Qazaqstan Team.

## Carriera
Già campione italiano a cronometro tra gli Juniores nel 2011, nella categoria dilettanti Elite/Under-23, vestendo la maglia di Mg.K Vis-Norda e Team Colpack, si mette in evidenza vincendo per tre anni consecutivi, dal 2013 al 2015, il titolo nazionale Under-23 di specialità.
Dopo aver effettuato alcuni stage con il Team Sky, Davide Martinelli passa professionista a inizio 2016 con la squadra World Tour belga Etixx-Quick Step. Alla sua prima corsa World Tour, il Santos Tour Down Under, ottiene un ottavo posto nell'ultima tappa. Poche settimane dopo riesce a vincere la sua prima corsa da professionista: si impone infatti in una tappa del Tour La Provence. A giugno si comporta bene ai campionati italiani: si piazza sesto nella cronometro vinta da Manuel Quinziato e undicesimo a 13" da Giacomo Nizzolo nella prova in linea. Sfrutta il buon momento di forma al Tour de Pologne quando, al termine della prima tappa, ottiene la prima vittoria in una gara World Tour imponendosi in volata sul compagno Fernando Gaviria e su Caleb Ewan. Veste così, anche se per un solo giorno, la maglia di capoclassifica.
Nel 2017 corre per la prima volta il Giro d'Italia, in stagione non va però oltre alcuni piazzamenti Top 10 in alcune semiclassiche del calendario belga. L'anno dopo partecipa con il suo team alle prove delle Hammer Series, vincendo la Hammer Sportzone Limburg; si aggiudica inoltre la cronometro a squadre dell'Adriatica Ionica Race, mentre a livello individuale conclude ottavo nella prova a cronometro dei campionati italiani, e decimo nella prova in linea.

## Palmarès

### Strada
- 2011 (G.C. Feralpi Juniores)[1]

Bracciale del Cronoman - Montichiari (cronometro)
Memorial Sauro Drei
Giro Ciclistico Città delle Ceramiche
Trofeo 39 Pasini
Bracciale del Cronoman - Romanengo (cronometro)
Bracciale del Cronoman - Monticelli Brusati (cronometro)
Bracciale del Cronoman - Mirabello Monferrato (cronometro)
Campionati italiani, Cronometro Juniores
Trofeo Emilio Paganessi
Memorial Davide Fardelli Juniores (cronometro)
Trofeo Camignone
- 2012 (Team Hopplà-Wega-Truck Italia-Valdarno, una vittoria)[1]

Coppa del Grano Under-21
- 2013 (Mg.K Vis-Norda-Whistle-Minetti, due vittorie)[1]

Coppa 1º Maggio-Memorial Sergio Viola Under-21
Campionati italiani, Prova a cronometro Under-23
- 2014 (Team Colpack, cinque vittorie)[1]

Trofeo Mario Zanchi
Bracciale del Cronoman - San Giovanni di Livenza (cronometro)
Cronometro di Ponte San Giovanni (cronometro)
Campionati italiani, Prova a cronometro Under-23
Coppa Mobilio Ponsacco (cronometro)
- 2015 (Team Colpack, quattro vittorie)[1]

Gran Premio La Torre
Coppa Caduti Nervianesi
Parma-La Spezia
Campionati italiani, Prova a cronometro Under-23
- 2016 (Etixx-Quick Step, due vittorie)

2ª tappa Tour La Provence (Miramas > Istres)
1ª tappa Tour de Pologne (Radzymin > Varsavia)

#### Altri successi
- 2014 (Team Colpack)

Classifica punti Tour de l'Avenir
- 2018 (Quick-Step Floors)

Classifica generale Hammer Sportzone Limburg
1ª tappa Adriatica Ionica Race (Musile di Piave > Lido di Jesolo)
- 2019 (Deceuninck - Quick Step)

2ª tappa Hammer Sportzone Stavanger (Stavanger, cronosquadre)
1ª tappa Hammer Sportzone Limburg (Vaals > Drielandenpunt, cronosquadre)
2ª tappa Hammer Sportzone Limburg (Sittard-Geleen, cronosquadre)
Classifica generale Hammer Sportzone Limburg

### Pista
- 2011 (Juniores)

Campionati italiani, Inseguimento individuale Juniores

## Piazzamenti

### Grandi Giri
- Giro d'Italia

2017: 153º

### Classiche monumento
- Milano-Sanremo

2020: 91º
2021: 103º
2022: 137º
2023: 127º
- Giro delle Fiandre

2020: 87º
2022: ritirato
- Parigi-Roubaix

2021: fuori tempo massimo
2022: ritirato
- Liegi-Bastogne-Liegi

2020: ritirato
- Giro di Lombardia

2020: ritirato

### Competizioni mondiali
- Campionati del mondo su strada

Copenaghen 2011 - In linea Juniores: 100º
Copenaghen 2011 - Cronometro Juniores: 25º
Limburgo 2012 - Cronometro Under-23: 38º
Toscana 2013 - Cronometro Under-23: 29º
Ponferrada 2014 - Cronometro Under-23: 19º
Ponferrada 2014 - In linea Under-23: 62º
Richmond 2015 - Cronometro Under-23: 12º
Richmond 2015 - In linea Under-23: 66º
Yorkshire 2019 - Staffetta mista: 4º

### Competizioni europee
- Campionati europei su strada

Offida 2011 - Cronometro Juniores: 6º
Offida 2011 - In linea Juniores: ritirato
Goes 2012 - Cronometro Under-23: 51º
Frýdek-Místek 2013 - Cronometro Under-23: 18º
Nyon 2014 - Cronometro Under-23: 2º
Tartu 2015 - Cronometro Under-23: 7º
Tartu 2015 - In linea Under-23: 3º
Alkmaar 2019 - Staffetta mista: 3º
- Campionati europei su pista

Anadia 2012 - Inseguimento individuale Under-23: 8º